# Verein für Leibesübungen Wolfsburg 2003-2004
Questa voce raccoglie le informazioni riguardanti il Verein für Leibesübungen Wolfsburg nelle competizioni ufficiali della stagione 2003-2004.

## Stagione
La stagione 2003-2004 per il Wolfsburg si apre con un mercato estivo molto promettente: dal River Plate arrivano nelle file dei biancoverdi due giovani talenti, il centrocampista Andrés D'Alessandro e l'attaccante Juan Carlos Menseguez, seguìti dall'approdo in prestito dell'attaccante brasiliano Fernando Baiano e da altri promettenti giovani, che fanno sperare ai tifosi di poter puntare ad un posto nella parte alta della Bundesliga. Nonostante una mercato estivo di grandi spese e un'estate che fa promettere grandi successi (la squadra sfiora l'accesso alla Coppa UEFA arrivando in finale della Coppa Intertoto, dove viene sconfitto dal Perugia), il Wolfsburg non riesce ad ottenere l'accesso a nessuna coppa europea concludendo il campionato al 10º posto, venendo inoltre eliminato al secondo turno della Coppa di Germania dal Werder Brema (che riuscirà a vincere il trofeo).

## Rosa
| N. |                                 | Ruolo | Calciatore          |
| -- | ------------------------------- | ----- | ------------------- |
| 2  | Argentina (bandiera)            | D     | Pablo Quatrocchi    |
| 3  | Cile (bandiera)                 | D     | Waldo Ponce         |
| 5  | Germania (bandiera)             | D     | Stefan Schnoor      |
| 6  | Guinea (bandiera)               | C     | Pablo Thiam         |
| 7  | Germania (bandiera)             | C     | Patrick Weiser      |
| 9  | Argentina (bandiera)            | A     | Diego Klimowicz     |
| 10 | Argentina (bandiera)            | C     | Andrés D'Alessandro |
| 12 | Bosnia ed Erzegovina (bandiera) | P     | Sead Ramović        |
| 13 | Croazia (bandiera)              | D     | Marino Biliškov     |
| 14 | Bosnia ed Erzegovina (bandiera) | A     | Marko Topić         |
| 17 | Brasile (bandiera)              | A     | Fernando Baiano     |
| 19 | Danimarca (bandiera)            | D     | Thomas Rytter       |
| 20 | Bosnia ed Erzegovina (bandiera) | C     | Mirko Hrgović       |
| 21 | Bulgaria (bandiera)             | C     | Martin Petrov       |
| 22 | Germania (bandiera)             | A     | Roy Präger          |

| N. |                                | Ruolo | Calciatore       |
| -- | ------------------------------ | ----- | ---------------- |
| 23 | Serbia e Montenegro (bandiera) | D     | Nenad Lalatović  |
| 24 | Germania (bandiera)            | C     | Benjamin Siegert |
| 27 | Slovacchia (bandiera)          | C     | Miroslav Karhan  |
| 29 | Germania (bandiera)            | P     | Simon Jentzsch   |
| 30 | Macedonia del Nord (bandiera)  | C     | Nderim Nedžipi   |
| 31 | Ghana (bandiera)               | D     | Hans Sarpei      |
| 32 | Polonia (bandiera)             | A     | Michał Janicki   |
| 33 | Germania (bandiera)            | D     | Maik Franz       |
| 36 | Argentina (bandiera)           | A     | Juan Menseguez   |
| 37 | Germania (bandiera)            | D     | Karsten Fischer  |
| 38 | Germania (bandiera)            | D     | Stefan Lorenz    |
| 39 | Germania (bandiera)            | A     | Christian Ritter |
| 40 | Germania (bandiera)            | P     | Patrick Platins  |
| 41 | RD del Congo (bandiera)        | C     | Cédric Makiadi   |
| 44 | Germania (bandiera)            | P     | Fabian Lucas     |

## Organigramma societario
Area tecnica
- Allenatore: Eric Gerets
- Allenatore in seconda: Frank Greiner, Reinhard Stumpf
- Preparatore dei portieri: Jörg Hoßbach
- Preparatori atletici: Jörg Drill, Manfred Kroß

## Calciomercato

### Sessione estiva
| Acquisti | Acquisti            | Acquisti              | Acquisti |
| R.       | Nome                | da                    | Modalità |
| -------- | ------------------- | --------------------- | -------- |
| A        | Fernando Baiano     | Flamengo              |          |
| D        | Waldo Ponce         | Universidad de Chile  |          |
| A        | Juan Menseguez      | River Plate II        |          |
| C        | Andrés D'Alessandro | River Plate           |          |
| C        | Mirko Hrgović       | Široki Brijeg         |          |
| P        | Simon Jentzsch      | Monaco 1860           |          |
| C        | Nderim Nedžipi      | Hertha Berlino        |          |
| C        | Albert Streit       | Eintracht Francoforte |          |
| A        | Marko Topić         | Energie Cottbus       |          |

| Cessioni | Cessioni            | Cessioni            | Cessioni |
| R.       | Nome                | da                  | Modalità |
| -------- | ------------------- | ------------------- | -------- |
| P        | Claus Reitmaier     | Borussia M'gladbach |          |
| P        | Jesper Christiansen | Rangers             |          |
| A        | Peter Madsen        | Bochum              |          |
| C        | Tobias Rau          | Bayern Monaco       |          |
| C        | Robson Ponte        | Bayer Leverkusen    |          |

### Sessione invernale
| Acquisti | Acquisti        | Acquisti | Acquisti |
| R.       | Nome            | da       | Modalità |
| -------- | --------------- | -------- | -------- |
| D        | Nenad Lalatović | Šachtar  |          |

| Cessioni | Cessioni         | Cessioni            | Cessioni |
| R.       | Nome             | da                  | Modalità |
| -------- | ---------------- | ------------------- | -------- |
| A        | Tomislav Marić   | Borussia M'gladbach |          |
| C        | Dorinel Munteanu | FCSB                |          |
| C        | Charles Akonnor  | Unterhaching        |          |
| C        | Sven Müller      | Norimberga          |          |
| C        | Albert Streit    | Colonia             |          |
| D        | Kim Madsen       | Hansa Rostock       |          |

## Risultati

### Bundesliga

#### Girone di andata
| Arbitro: | Stark |

|                                    |           |                            |
| Thiam 10’ Klimowicz 15’ Petrov 75’ | Marcatori | 38’ Madsen 44’ Fahrenhorst |

| Arbitro: | Steinborn |

|                                         |           |  |
| Rosický 25’, 51’ Amoroso 74’ Koller 84’ | Marcatori |  |

| Arbitro: | Fandel |

|                                                           |           |              |
| Klimowicz 50’, 85’ Petrov 60’ Müller 70’ D'Alessandro 75’ | Marcatori | 48’ Barbarez |

| Arbitro: | Wagner |

|             |           |  |
| Schwarz 59’ | Marcatori |  |

| Arbitro: | Fröhlich |

|                               |           |                               |
| Baiano 11’, 84’ Klimowicz 89’ | Marcatori | 49’ Schweinsteiger 59’ Makaay |

| Arbitro: | Schmidt |

|                        |           |                                      |
| Scherz 34’ Voronin 60’ | Marcatori | 4’ Biliškov 26’ Petrov 73’ Klimowicz |

| Arbitro: | Wack |

|  |           |               |
|  | Marcatori | 57’ Schneider |

| Arbitro: | Jansen |

|                                                    |           |                                    |
| Ailton 2’, 21’ Stalteri 40’ Micoud 56’ Klasnić 58’ | Marcatori | 39’ Biliškov 53’ Streit 64’ Karhan |

| Arbitro: | Albrecht |

|                               |           |               |
| Klimowicz 31’ Baiano 39’, 67’ | Marcatori | 42’ Rydlewicz |

| Arbitro: | Fandel |

|                |           |  |
| Amanatidīs 74’ | Marcatori |  |

| Arbitro: | Sippel |

|                                     |           |  |
| D'Alessandro 24’ Klimowicz 47’, 71’ | Marcatori |  |

| Arbitro: | Wack |

|                        |           |                     |
| Iashvili 31’, 33’, 76’ | Marcatori | 62’ Topić 90’ Franz |

| Arbitro: | Trautmann |

|             |           |                                  |
| Schnoor 32’ | Marcatori | 13’ Hout 68’ van Lent 77’ Kolkka |

| Arbitro: | Keßler |

|                                        |           |                          |
| Preuß 32’ Skela 55’ (rig.) Beierle 73’ | Marcatori | 13’ Karhan 26’ Klimowicz |

| Arbitro: | Schmidt |

|                                         |           |           |
| Baiano 23’, 54’, 56’ Schnoor 90’ (rig.) | Marcatori | 13’ Knavs |

| Arbitro: | Jansen |

|                       |           |             |
| Baiano 29’ Petrov 67’ | Marcatori | 14’ Stendel |

| Arbitro: | Koop |

|              |           |            |
| Altıntop 26’ | Marcatori | 41’ Petrov |

#### Girone di ritorno
| Arbitro: | Sippel |

|                 |           |  |
| Fahrenhorst 35’ | Marcatori |  |

| Arbitro: | Wack |

|                              |           |                                             |
| Petrov 36’ (rig.) Baiano 88’ | Marcatori | 42’ Jensen 45’ Koller 53’ Frings 78’ Ricken |

| Arbitro: | Stark |

|                       |           |  |
| Barbarez 18’ Rahn 88’ | Marcatori |  |

| Arbitro: | Steinborn |

|                                            |           |                   |
| Biliškov 7’ D'Alessandro 19’ Klimowicz 62’ | Marcatori | 21’ Weissenberger |

| Arbitro: | Kinhöfer |

|                               |           |  |
| Makaay 11’ Schweinsteiger 76’ | Marcatori |  |

| Arbitro: | Sippel |

|                         |           |  |
| Klimowicz 30’ Topić 84’ | Marcatori |  |

| Arbitro: | Koop |

|                                                |           |                         |
| Berbatov 1’ Babić 13’ Schneider 33’ França 63’ | Marcatori | 21’ Topić 82’ Klimowicz |

| Arbitro: | Merk |

|  |           |                        |
|  | Marcatori | 75’ Klasnić 85’ Micoud |

| Arbitro: | Wack |

|                                 |           |                |
| Arvidsson 8’ Max 34’ Möhrle 37’ | Marcatori | 25’ Quatrocchi |

| Arbitro: | Stark |

|            |           |                                                         |
| Petrov 30’ | Marcatori | 6’ Gerber 26’ Streller 43’ Lahm 75’ Kurányi 86’ Szabics |

| Arbitro: | Fleischer |

|            |           |  |
| Rafael 21’ | Marcatori |  |

| Arbitro: | Fröhlich |

|                                               |           |  |
| Franz 11’ Baiano 20’ Sarpei 47’ Klimowicz 67’ | Marcatori |  |

| Arbitro: | Koop |

|  |           |                       |
|  | Marcatori | 44’ Baiano 65’ Karhan |

| Arbitro: | Albrecht |

|               |           |  |
| Klimowicz 19’ | Marcatori |  |

| Arbitro: | Jansen |

|                              |           |                          |
| Lokvenc 57’, 72’ Bjelica 75’ | Marcatori | 65’ Klimowicz 66’ Petrov |

| Hannover 15 maggio 2004, ore 15:30 CEST 33ª giornata | Hannover 96 | 0 – 0 referto | Wolfsburg | AWD-Arena (27 537 spett.)\| Arbitro: \| Fandel \| |
| Arbitro:                                             | Fandel      |               |           |                                                   |

| Arbitro: | Sippel |

|           |           |                  |
| Karhan 3’ | Marcatori | 20’ (aut.) Franz |

### Coppa di Germania
| Arbitro: | Späker |

|          |           |                                                                                     |
| Klein 6’ | Marcatori | 32’ (rig.), 42’ Petrov 64’ Karhan 67’ (rig.) D'Alessandro 78’ Hrgović 90’ Klimowicz |

| Arbitro: | Kircher |

|                                       |           |          |
| Ailton 55’ Micoud 95’ Charisteas 101’ | Marcatori | 6’ Thiam |

### Coppa Intertoto
| Arbitro: | Dávila |

|               |           |               |
| Bibishkov 58’ | Marcatori | 24’ Klimowicz |

| Arbitro: | Orrason |

|                                |           |  |
| Petrov 43’ Munteanu 90’ (rig.) | Marcatori |  |

| Arbitro: | Bertini |

|  |           |           |
|  | Marcatori | 47’ Topić |

| Arbitro: | McKeon |

|                          |           |  |
| Klimowicz 23’ Petrov 77’ | Marcatori |  |

| Arbitro: | Vollquartz |

|           |           |                                         |
| Lučić 28’ | Marcatori | 14’, 53’ Klimowicz 38’ Petrov 58’ Thiam |

| Arbitro: | Duhamel |

|                                                    |           |  |
| Klimowicz 30’ Karhan 48’ Biliškov 57’ Munteanu 74’ | Marcatori |  |

| Arbitro: | Costa |

|              |           |  |
| Bothroyd 38’ | Marcatori |  |

| Arbitro: | van Egmond |

|  |           |                            |
|  | Marcatori | 17’ Tedesco 90’ Berrettoni |

## Statistiche

### Statistiche di squadra
| Competizione      | Punti | In casa | In casa | In casa | In casa | In casa | In casa | In trasferta | In trasferta | In trasferta | In trasferta | In trasferta | In trasferta | Totale | Totale | Totale | Totale | Totale | Totale | DR |
| Competizione      | Punti | G       | V       | N       | P       | Gf      | Gs      | G            | V            | N            | P            | Gf           | Gs           | G      | V      | N      | P      | Gf     | Gs     | DR |
| ----------------- | ----- | ------- | ------- | ------- | ------- | ------- | ------- | ------------ | ------------ | ------------ | ------------ | ------------ | ------------ | ------ | ------ | ------ | ------ | ------ | ------ | -- |
| Bundesliga        | 42    | 17      | 11      | 1       | 5       | 38      | 25      | 17           | 2            | 2            | 13           | 18           | 36           | 34     | 13     | 3      | 18     | 56     | 61     | -5 |
| Coppa di Germania | -     | 0       | 0       | 0       | 0       | 0       | 0       | 2            | 1            | 0            | 1            | 7            | 4            | 2      | 1      | 0      | 1      | 7      | 4      | +3 |
| Coppa Intertoto   | -     | 4       | 3       | 0       | 1       | 8       | 2       | 4            | 2            | 1            | 1            | 6            | 3            | 8      | 5      | 1      | 2      | 14     | 5      | +9 |
| Totale            | 42    | 21      | 14      | 1       | 6       | 46      | 27      | 23           | 5            | 3            | 15           | 31           | 43           | 44     | 19     | 4      | 21     | 77     | 70     | +7 |

### Andamento in campionato
| Giornata  | 1 | 2 | 3 | 4 | 5 | 6 | 7 | 8 | 9 | 10 | 11 | 12 | 13 | 14 | 15 | 16 | 17 | 18 | 19 | 20 | 21 | 22 | 23 | 24 | 25 | 26 | 27 | 28 | 29 | 30 | 31 | 32 | 33 | 34 |
| --------- | - | - | - | - | - | - | - | - | - | -- | -- | -- | -- | -- | -- | -- | -- | -- | -- | -- | -- | -- | -- | -- | -- | -- | -- | -- | -- | -- | -- | -- | -- | -- |
| Luogo     | C | T | C | T | C | T | C | T | C | T  | C  | T  | C  | T  | C  | C  | T  | T  | C  | T  | C  | T  | C  | T  | C  | T  | C  | T  | C  | T  | C  | T  | T  | C  |
| Risultato | V | P | V | P | V | V | P | P | V | P  | V  | P  | P  | P  | V  | V  | N  | P  | P  | P  | V  | P  | V  | P  | P  | P  | P  | P  | V  | V  | V  | P  | N  | N  |
| Posizione | 6 | 9 | 6 | 7 | 7 | 4 | 6 | 8 | 7 | 7  | 7  | 7  | 7  | 7  | 7  | 7  | 7  | 8  | 8  | 9  | 8  | 9  | 8  | 10 | 10 | 11 | 11 | 13 | 10 | 10 | 9  | 10 | 10 | 10 |

Legenda:

Luogo: C = Casa; T = Trasferta. Risultato: V = Vittoria; N = Pareggio; P = Sconfitta.

### Statistiche dei giocatori
| Giocatore       | Bundesliga | Bundesliga | Bundesliga  | Bundesliga | Coppa di Germania | Coppa di Germania | Coppa di Germania | Coppa di Germania | Coppa Intertoto | Coppa Intertoto | Coppa Intertoto | Coppa Intertoto | Totale   | Totale | Totale      | Totale     |
| Giocatore       | Presenze   | Reti       | Ammonizioni | Espulsioni | Presenze          | Reti              | Ammonizioni       | Espulsioni        | Presenze        | Reti            | Ammonizioni     | Espulsioni      | Presenze | Reti   | Ammonizioni | Espulsioni |
| --------------- | ---------- | ---------- | ----------- | ---------- | ----------------- | ----------------- | ----------------- | ----------------- | --------------- | --------------- | --------------- | --------------- | -------- | ------ | ----------- | ---------- |
| C. Akonnor      | 0          | 0          | 0           | 0          | 0                 | 0                 | 0                 | 0                 | 0               | 0               | 0               | 0               | 0        | 0      | 0           | 0          |
| F. Baiano       | 22         | 11         | 3           | 0          | 1                 | 0                 | 0                 | 0                 | 0               | 0               | 0               | 0               | 23       | 11     | 3           | 0          |
| M. Biliškov     | 23         | 3          | 9           | 0          | 2                 | 0                 | 0                 | 0                 | 7               | 1               | 1               | 0               | 32       | 4      | 10          | 0          |
| A. D'Alessandro | 29         | 3          | 8           | 1          | 1                 | 1                 | 0                 | 0                 | 4               | 0               | 1               | 0               | 34       | 4      | 9           | 1          |
| K. Fischer      | 1          | 0          | 0           | 0          | 0                 | 0                 | 0                 | 0                 | 0               | 0               | 0               | 0               | 1        | 0      | 0           | 0          |
| M. Franz        | 23         | 2          | 8           | 1          | 1                 | 0                 | 0                 | 0                 | 4               | 0               | 0               | 0               | 28       | 2      | 8           | 1          |
| M. Hrgović      | 16         | 0          | 5           | 0          | 1                 | 1                 | 0                 | 0                 | 7               | 0               | 2               | 0               | 24       | 1      | 7           | 0          |
| M. Janicki      | 0          | 0          | 0           | 0          | 0                 | 0                 | 0                 | 0                 | 0               | 0               | 0               | 0               | 0        | 0      | 0           | 0          |
| S. Jentzsch     | 26         | 0          | 0           | 0          | 2                 | 0                 | 0                 | 0                 | 8               | 0               | 0               | 0               | 36       | 0      | 0           | 0          |
| M. Karhan       | 32         | 4          | 4           | 0          | 2                 | 1                 | 0                 | 0                 | 6               | 1               | 0               | 0               | 40       | 6      | 4           | 0          |
| D. Klimowicz    | 33         | 15         | 9           | 0          | 2                 | 1                 | 2                 | 0                 | 8               | 5               | 0               | 1               | 43       | 21     | 11          | 1          |
| N. Lalatović    | 0          | 0          | 0           | 0          | 0                 | 0                 | 0                 | 0                 | 0               | 0               | 0               | 0               | 0        | 0      | 0           | 0          |
| S. Lorenz       | 0          | 0          | 0           | 0          | 0                 | 0                 | 0                 | 0                 | 0               | 0               | 0               | 0               | 0        | 0      | 0           | 0          |
| F. Lucas        | 0          | 0          | 0           | 0          | 0                 | 0                 | 0                 | 0                 | 0               | 0               | 0               | 0               | 0        | 0      | 0           | 0          |
| K. Madsen       | 0          | 0          | 0           | 0          | 0                 | 0                 | 0                 | 0                 | 0               | 0               | 0               | 0               | 0        | 0      | 0           | 0          |
| C. Makiadi      | 0          | 0          | 0           | 0          | 0                 | 0                 | 0                 | 0                 | 0               | 0               | 0               | 0               | 0        | 0      | 0           | 0          |
| T. Marić        | 0          | 0          | 0           | 0          | 0                 | 0                 | 0                 | 0                 | 0               | 0               | 0               | 0               | 0        | 0      | 0           | 0          |
| J. Menseguez    | 28         | 0          | 4           | 0          | 2                 | 0                 | 0                 | 0                 | 0               | 0               | 0               | 0               | 30       | 0      | 4           | 0          |
| D. Munteanu     | 4          | 0          | 0           | 0          | 1                 | 0                 | 0                 | 0                 | 5               | 2               | 0               | 0               | 10       | 2      | 0           | 0          |
| S. Müller       | 9          | 1          | 2           | 0          | 0                 | 0                 | 0                 | 0                 | 7               | 0               | 0               | 0               | 16       | 1      | 2           | 0          |
| N. Nedžipi      | 0          | 0          | 0           | 0          | 0                 | 0                 | 0                 | 0                 | 0               | 0               | 0               | 0               | 0        | 0      | 0           | 0          |
| M. Petrov       | 28         | 8          | 6           | 0          | 1                 | 2                 | 0                 | 0                 | 7               | 3               | 0               | 0               | 36       | 13     | 6           | 0          |
| P. Platins      | 0          | 0          | 0           | 0          | 0                 | 0                 | 0                 | 0                 | 0               | 0               | 0               | 0               | 0        | 0      | 0           | 0          |
| W. Ponce        | 5          | 0          | 0           | 0          | 1                 | 0                 | 0                 | 0                 | 0               | 0               | 0               | 0               | 6        | 0      | 0           | 0          |
| R. Präger       | 3          | 0          | 1           | 0          | 0                 | 0                 | 0                 | 0                 | 4               | 0               | 0               | 0               | 7        | 0      | 1           | 0          |
| P. Quatrocchi   | 5          | 1          | 2           | 0          | 0                 | 0                 | 0                 | 0                 | 0               | 0               | 0               | 0               | 5        | 1      | 2           | 0          |
| S. Ramović      | 8          | 0          | 1           | 0          | 0                 | 0                 | 0                 | 0                 | 0               | 0               | 0               | 0               | 8        | 0      | 1           | 0          |
| C. Reitmaier    | 0          | 0          | 0           | 0          | 0                 | 0                 | 0                 | 0                 | 0               | 0               | 0               | 0               | 0        | 0      | 0           | 0          |
| C. Ritter       | 1          | 0          | 0           | 0          | 0                 | 0                 | 0                 | 0                 | 1               | 0               | 0               | 0               | 2        | 0      | 0           | 0          |
| T. Rytter       | 21         | 0          | 4           | 0          | 1                 | 0                 | 0                 | 0                 | 6               | 0               | 0               | 0               | 28       | 0      | 4           | 0          |
| H. Sarpei       | 30         | 1          | 4           | 0          | 1                 | 0                 | 0                 | 0                 | 5               | 0               | 0               | 0               | 36       | 1      | 4           | 0          |
| S. Schnoor      | 31         | 2          | 11          | 1          | 2                 | 0                 | 0                 | 0                 | 8               | 0               | 2               | 0               | 41       | 2      | 13          | 1          |
| B. Siegert      | 0          | 0          | 0           | 0          | 0                 | 0                 | 0                 | 0                 | 0               | 0               | 0               | 0               | 0        | 0      | 0           | 0          |
| A. Streit       | 5          | 1          | 0           | 0          | 1                 | 0                 | 0                 | 0                 | 2               | 0               | 0               | 0               | 8        | 1      | 0           | 0          |
| P. Thiam        | 28         | 1          | 4           | 1          | 2                 | 1                 | 0                 | 0                 | 8               | 1               | 0               | 1               | 38       | 3      | 4           | 2          |
| M. Topić        | 25         | 3          | 4           | 0          | 1                 | 0                 | 0                 | 0                 | 6               | 1               | 0               | 0               | 32       | 4      | 4           | 0          |
| P. Weiser       | 30         | 0          | 3           | 0          | 2                 | 0                 | 0                 | 0                 | 5               | 0               | 1               | 0               | 37       | 0      | 4           | 0          |